# Schonzeit
Die Schonzeit (veraltet auch Hegezeit) bezeichnet den Zeitraum, der keine Jagdzeit ist, d. h. in dem die Jagd auf Wild durch das Jagdrecht und der Fang von Fischen durch das Fischereirecht gesetzlich verboten sind. Die Schonzeit dient in erster Linie dem Tierschutz und soll verhindern, dass Jungtieren die zur Aufzucht notwendigen Elterntiere genommen werden. Ausbleibende Versorgung mit Muttermilch oder sonstiger Nahrung, mangelnder oder fehlender Schutz der Jungtiere vor Fressfeinden führen zum Tod des Jungwildes.

## Jagd
Als Wild gelten in Deutschland im Bundesjagdgesetz aufgeführte Tierarten, die rechtlich als herrenlos gelten. Erst durch Jäger in der Jagdzeit erlegtes Wild wird durch den Jagdausübungsberechtigten angeeignet. Die Schonzeiten der verschiedenen Wildarten richten sich in erster Linie nach deren arteigenem, jährlich wiederholten Fortpflanzungsrhythmus, der Paarungszeit (→ Brunft, Blattzeit), der Geburt und Aufzucht der Jungtiere. Mit Ausnahmen gilt insofern der Frühling als Kernzone der Schonzeit. Ausnahmen bestehen aufgrund immer noch weit verbreiteter trophäenorientierter Jagd und darauf aufbauender Gesetzgebung. So wird bei allen hirschartigen der Status der Geweihentwicklung je nach Bundesland in unterschiedlicher Ausprägung berücksichtigt. Ebenso zählt in Deutschland die Jagd auf männliche, geweihtragende Tiere während der Fortpflanzungszeit als besonderes Erlebnis und sorgt für Jagdzeiten während dieser sensiblen Phasen.
Für krankes, also aus tierschutzrechtlich abschussnotwendigem Wild und aus Gründen der Landeskultur können Schonzeiten für Wild gänzlich versagt, beziehungsweise aufgehoben werden. Die deutschen Bundesländer können für Wildschweine (Jägersprache: Schwarzwild), für Wildkaninchen, Rotfuchs (Haarwild), Ringel- und Türkentaube, Silber- und Lachmöwe (Federwild) außerdem in den Setz- und Brutzeiten Ausnahmen bestimmen. Je nach Wildart sind Beginn und Dauer der Schonzeit im Bundesjagdgesetz und in den Ländern unterschiedlich festgelegt. Sie ist nicht zwingend für beide Elternteile vorgesehen: Ist das männliche Elternteil für die Aufzucht der Jungtiere nicht erforderlich, ist es üblich, dass für Tiere einer Art unterschiedliche Schonzeiten in Abhängigkeit von Geschlecht und Alter festgelegt werden. So dürfen zum Beispiel beim Rehwild das männliche Tiere – Rehböcke – sowie weibliche Rehe im zweiten Lebensjahr – Schmalreh – im Frühjahr und Sommer bejagt werden, während weibliche Tiere ab ihrem dritten Lebensjahr – Ricken/Geißen – in der Regel Jungtiere (Kitz) aufziehen (Jägersprache: führen) und durch die Schonzeit geschützt sind.
Von der Vorschrift, Wild während der Zeit von Geburt und Aufzucht der Nachkommen mit Fang und Tötung zu verschonen, kann abgewichen werden, wenn die natürlichen Verhaltensweisen dieser Tiere unverhältnismäßig große Schäden verursachen. Dies gilt beispielsweise für Kaninchen, die Deiche, die dem Küstenschutz dienen, durch seine Grabetätigkeit schädigen kann oder für Wildschweine aus Gründen der Seuchenprävention (siehe Afrikanische Schweinepest). Die Aufhebung der Schonzeit wird in solchen Fällen durch eine Verordnung geregelt.

## Fischerei
In der Fischerei wird die Zeit als Schonzeit bezeichnet, in der die jeweiligen Fischarten laichen. Die Laichzeit ist von Art zu Art unterschiedlich, darum variieren die Schonzeiten über das ganze Jahr. Während dieser jeweiligen Schonzeit darf keine laichende Art dem Gewässer entnommen werden. Falls gefangen, muss sie schonend wieder dem Gewässer übergeben werden.
Eine Schonzeit kann aber auch über mehrere Jahre dauern: 2022 sank die Menge der gefangenen Felchen im Bodensee um über 80 %. Seit 2024 gilt nun dort eine dreijährige Schonzeit für Felchen, mit der Hoffnung, dass sich die Bestände erholen.
Neben der Schonzeit gibt es noch das Schonmaß, das Verbot, Jungfische unter einer bestimmten Größe dem Gewässer zu entnehmen. Diese Regelung steht in einigen Kreisen in der Kritik, da große Individuen häufig weiblich und zudem überproportional erfolgreich an der Fortpflanzung beteiligt sind. Ihre Entnahme ist für eine Population schwerer zu kompensieren als die Entnahme mehrerer kleiner Individuen. Ergänzend zu Schonmaß, wurde das Modell des Entnahmefensters, welches eine Entnahme in einem definierten Größenbereich und damit die Schonung von Jungfischen aber auch von großen Exemplaren vorsieht, in einigen Durchführungsverordnungen wie z. B. der Verordnung zur Durchfuehrung des hamburgischen Fischerei- und Angelgesetzes bereits etabliert.